# Alfred-Döblin-Stipendium

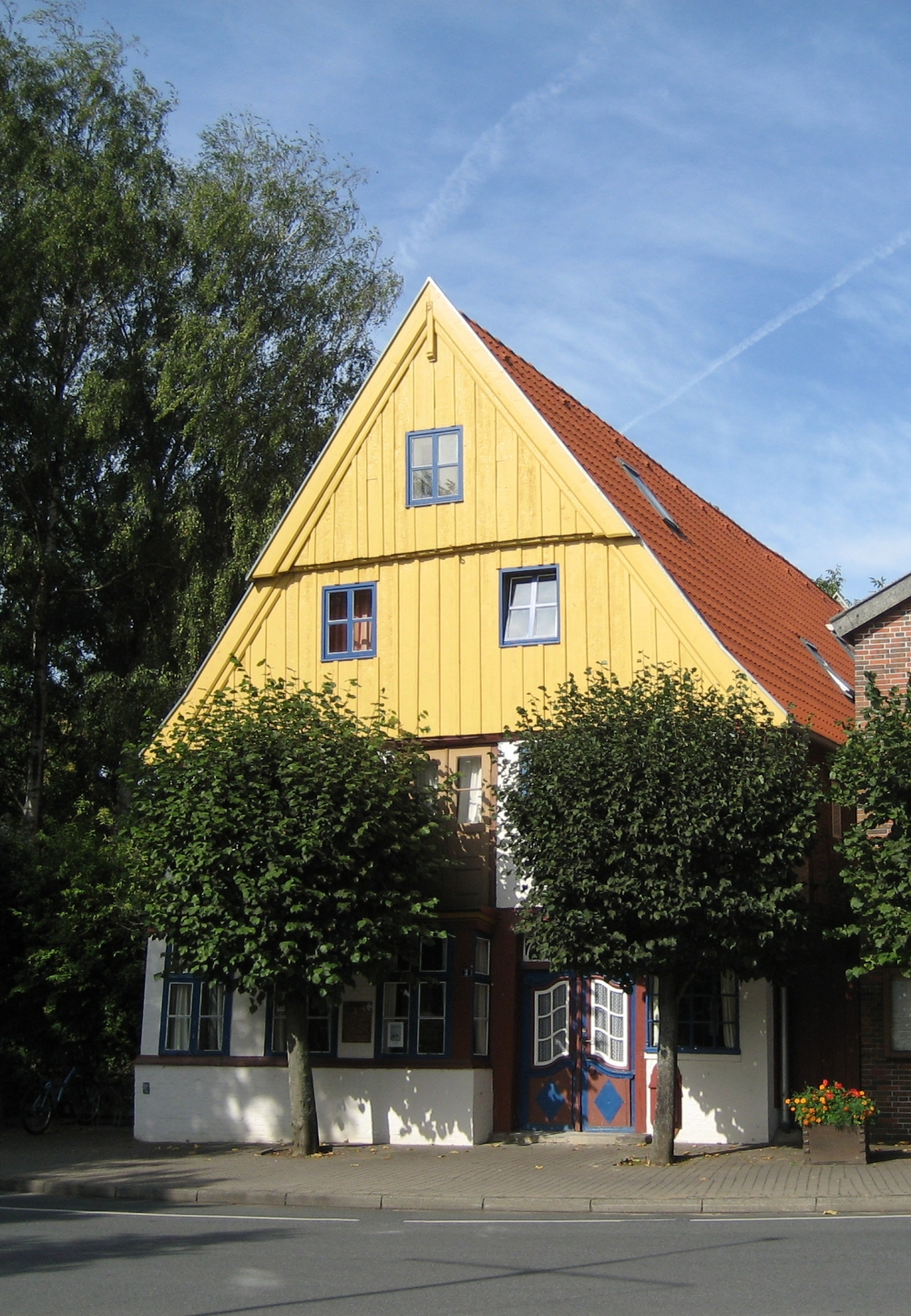
Das Alfred-Döblin-Haus in Wewelsfleth 2009

Das Alfred-Döblin-Stipendium der Berliner Akademie der Künste wird seit 1985 vergeben und ist nach dem Schriftsteller Alfred Döblin benannt.
Die ausgewählten Berliner Schriftsteller erhalten ein Aufenthaltsstipendium für drei bis zwölf Monate in Höhe von monatlich 2000 Euro (Stand 2022). Die Stipendiaten bewohnen während der Zeit des Stipendiums das dem Land Berlin 1985 von Günter Grass übereignete Alfred-Döblin-Haus in Wewelsfleth. Es herrscht Aufenthaltspflicht. Über die eingereichten Arbeitsproben entscheidet eine dreiköpfige Jury. Ihr gehören je ein Vertreter der Akademie der Künste, des P.E.N.-Zentrums Bundesrepublik Deutschland und der Senatsverwaltung für Wissenschaft, Forschung und Kultur an.
Zum 30. Jubiläum des Stipendiums veröffentlichten Thilo Bock und Peter Wawerzinek eine Hommage an das Alfred-Döblin-Haus und seine langjährige, 2010 verstorbene Haushälterin Hannelore Keyn in Form der Geistergeschichtensammlung Das auffallend unauffällige Leben der Haushälterin Hannelore Keyn in der Villa Grassimo zu Wewelsfleth.

## Stipendiaten (Auswahl)
- Martin Ahrends (2006)
- Konstantin Ames (2014)
- Carmen-Francesca Banciu (2021)
- María Cecilia Barbetta (2007 und 2022)
- Stephanie Bart (2017)
- Christoph Bauer (1999)
- Andreas Baum (2018)
- Thorsten Becker (2005)
- Thilo Bock (2011)
- Larissa Boehning (2004 und 2011)
- Emma Braslavsky (2021)
- Sonja vom Brocke (2021)
- Eva Brunner (1997)
- Nina Bußmann (2013 und 2022)
- Jonas-Philipp Dallmann (2005 und 2017)
- H. P. Daniels (1991)
- Johanna Dombois (2023)
- Kurt Drawert (1993)
- Artur Dziuk (2014)
- Martin Heckmanns (2022)
- Alina Herbing (2018)
- Judith Hermann (1997)
- Felicitas Hoppe (1994)
- Massum Faryar (2010)
- Anja Frisch (2008)
- Julia Franck (1998)
- Manuela Fuelle (2007)
- Marie Gamillscheg (2020)[2]
- Henryk Gericke (2004 und 2021)
- Bettina Hartz (2013)
- Steffen Jacobs (1994)
- Martin Jankowski (2006)
- Marcus Jensen (2009)
- Reinhard Jirgl (1996)
- Kerstin Kempker (2020)
- Björn Kern (2011)
- Ingomar von Kieseritzky (2006)
- Karsten Krampitz (2004 und 2017)
- Friedrich Kröhnke (1994)
- Norbert Kron (2004)
- André Kubiczek (2020)
- Miku Sophie Kühmel (2021)
- Svealena Kutschke (2022)
- Martin Lechner (2006)
- Luo Lingyuan (2020)
- Yulia Marfutova (2013)
- Thorsten Nagelschmidt (2021)
- Florian Neuner (2010)
- Sebastian Orlac (2005)
- Katerina Poladjan (2014)
- Marion Poschmann (2002)
- Manja Präkels (2005)
- Michael Roes (2022)
- Susanne Schädlich (2022)
- Regina Scheer (2020)
- Markus Seidel (1990)
- Rajvinder Singh (2007 und 2010)
- Anja Tuckermann (1987)
- Sebastian Unger (2014)
- Deniz Utlu (2020)
- Senthuran Varatharajah (2014)
- Nellja Veremej (2022)
- David Wagner (1998)
- Peter Wawerzinek (2003 und 2021)
- Eva Ruth Wemme
- Thomas Weiss (2010)
- Andreas Martin Widmann (2017)
- Michael Wildenhain (2008)
- Ron Winkler (2008 und 2019)